# Índice Geral de Qualidade Nutricional
NuVal System, Overall Nutritional Quality Index ou Índice Geral de Qualidade Nutricional é uma forma de classificação da nutritividade dos alimentos que varia de 1 a 100. Foi criada por cientistas da Universidade de Yale, nos Estados Unidos.
| Nome do alimento | Índice |
| ---------------- | ------ |
| Brocólis         | 100    |
| Damasco          | 100    |
| Aspargo          | 100    |
| Repolho          | 100    |
| Alface           | 100    |
| Abacaxi          | 99     |
| Manga            | 93     |
| Batata           | 93     |
| Banana           | 91     |
| Coco             | 24     |